# Leukaspis
Leukaspis in greco antico: Λεύκασπις? è un eroe siculo. Secondo la leggenda sarebbe morto per difendere l'isola durante l'invasione di Eracle. La leggenda è riportata da Diodoro.
Leukaspis è ricordato in alcune monete coniate a Siracusa tra il 420-415. Nelle monete è raffigurato un guerriero in posizione di attacco con la leggenda ΛΕΥΚΑΣΠΙΣ.
L'esaltazione di un eroe anti-greco è variamente spiegata. Secondo Rizzo sarebbe una sopravvivenza caratteristica di un ambiente misto, mentre Raven, oltre ad altri, la mette in relazione alla necessità di Siracusa di cercare l'appoggio delle popolazioni sicule in previsione della spedizione ateniese in Sicilia.